# Coalition Against Trafficking in Women
La Coalition Against Trafficking in Women (CATW) (traduction française : Coalition contre la traite des femmes) est une organisation non gouvernementale internationale qui s'oppose à la traite des êtres humains, à la prostitution et à d'autres formes de prestations sexuelles tarifées. Elle est fondée en 1988 par Dorchen Leidholdt (en).

## Histoire
CATW est fondée en 1988 à l'issue d'une conférence sur le trafic de femmes, intitulée First Global Conference Against Trafficking in Women, organisée par plusieurs groupes féministes américains, dont Women Against Pornography (en) et WHISPER. À l'origine, les dirigeantes de CATW, dont la fondatrice Dorchen Leidholdt (en) et la co-directrice (jusqu'en 2007) Norma Ramos, faisaient partie des responsables de Women Against Pornography,.
CATW devient la première ONG internationale engagée contre la traite des personnes et tient un rôle consultatif auprès du Conseil économique et social des Nations unies en 1989. 

## Structure
CATW s'articule sur plusieurs réseaux régionaux et groupes affiliés. Il s'agit d'une organisation fédérative dirigée par des réseaux régionaux. Elle compte des « coalitions nationales » dans divers pays comme aux Philippines, au Bangladesh, en Indonésie, en Thaïlande, au Venezuela, au Porto Rico, au Chili, au Canada, en Norvège, en France, en Espagne et en Grèce.
Après la conférence intitulée "Conference on Women Empowering Women: A Human Rights Conference on Trafficking in Asian Women" qui s'est tenue à Manille en avril 1993, CTAW a fondé le chapitre d'Asie Pacifique. La branche australienne de CATW en fait partie et elle est réservée aux femmes. D'autres réseaux sont présents en Afrique, en Europe, en Amérique Latine et dans les Caraïbes.

## Positionnement
CATW s'appuie sur un angle féministe (en),. L'ONG considère que le « trafic de personnes » englobe toutes les formes de prostitution des femmes et des enfants. CATW s'oppose à une distinction entre la prostitution « forcée » et la prostitution « volontaire » car l'association considère que toute forme de prostitution porte atteinte à la dignité des femmes et constitue une violence à leur encontre,. Sur ce plan, son positionnement s'oppose à celui de la Global Alliance Against Traffic in Women et du mouvement pour les droits des travailleurs du sexe. Outre la prostitution, CATW s'oppose à « la pornographie, le tourisme sexuel et la vente d'épouses par correspondance (mail-order bride selling) ». Sur son site web, CATW déclare que l'exploitation sexuelle inclut le harcèlement sexuel, le viol, l'inceste et les coups. CATW est fondée en 1988 par des féministes.
Pour résoudre le problème de la traite de personne et l'exploitation sexuelle, la Coalition préconise de dépénaliser la vente de prestations sexuelles et de criminaliser l'achat de prestation sexuelles, le proxénétisme, la gestion des bordels ainsi que la traite des êtres humains. Cette approche est parfois surnommée « modèle suédois » ou « modèle nordique », est appliquée dans certains pays comme l'Islande.
CATW déclare aussi « rejeter les mesures et pratiques de l'État qui conduisent les femmes à des situations d'exploitation sexuelle ».